# Anthony Sablan Apuron

Bischofswappen von Anthony Sablan Apuron

Anthony Sablan Apuron OFMCap (* 1. November 1945 in Hagåtña, Guam) ist ehemaliger Erzbischof von Agaña.

## Leben
Anthony Sablan Apuron trat in die Ordensgemeinschaft der Kapuziner ein und empfing am 26. August 1972 das Sakrament der Priesterweihe.
Am 8. Dezember 1983 ernannte ihn Papst Johannes Paul II. zum Titularbischof von Muzuca in Byzacena und zum Weihbischof in Agaña. Der Erzbischof von Agaña, Felixberto Camacho Flores, spendete ihm am 19. Februar 1984 die Bischofsweihe; Mitkonsekratoren waren der Bischof von Honolulu, Joseph Anthony Ferrario, und der Bischof von Naha, Peter Baptist Tadamarō Ishigami OFMCap. Am 27. Oktober 1985 wurde Anthony Sablan Apuron zum Apostolischen Administrator von Agaña bestellt. Johannes Paul II. ernannte ihn am 10. März 1986 zum Erzbischof von Agaña. Die Amtseinführung erfolgte am 11. Mai 1986.
Nachdem im Mai 2016 von mehreren Opfern schwere Anschuldigungen wegen sexuellen Missbrauchs gegen den Erzbischof erhoben wurden, beurlaubte ihn Papst Franziskus am 6. Juni und ernannte zunächst den Sekretär der Kongregation für die Evangelisierung der Völker, den in Hongkong geborenen Erzbischof Savio Hon Tai-Fai, zum Apostolischen Administrator sede plena. Am 31. Oktober 2016 wurde Michael Jude Byrnes zum Koadjutor mit besonderen Vollmachten ernannt. Im Februar 2017 begann in Guam ein kanonisches Gerichtsverfahren erster Instanz zur Untersuchung der Vorwürfe gegen Apuron. Das von der Kongregation für die Glaubenslehre eingesetzte Tribunal bestand aus fünf Bischöfen, vorsitzender Richter war der frühere Präfekt der Apostolischen Signatur, Raymond Leo Kardinal Burke. Im März 2018 entzog das Tribunal Apuron den Status des Erzbischofs und verbot ihm, auf dem Gebiet seines früheren Erzbistums zu leben. In zweiter und letzter Instanz wurde das Urteil am 7. Februar 2019 in vollem Umfang bestätigt. Damit ist Sablan Apuron dauerhaft amtsenthoben, darf sich auch nicht vorübergehend in seinem früheren Erzbistum aufhalten und darf auf Dauer keine bischöflichen Insignien benutzen.